# 罗伯特·斯图尔特
罗伯特·李·斯图尔特（Robert Lee Stewart，1942年8月13日—），前美國陸軍准將及美国国家航空航天局宇航员，执行过STS-41-B以及STS-51-J任务。